# 9722 Levi-Montalcini
9722 Levi-Montalcini eller 1981 EZ är en asteroid i huvudbältet som upptäcktes den 4 mars 1981 av den belgiske astronomen Henri Debehogne och den italienske astronomen Giovanni de Sanctis vid La Silla-observatoriet. Den är uppkallad efter den italienska nobelpristagaren Rita Levi-Montalcini.